# سمندر

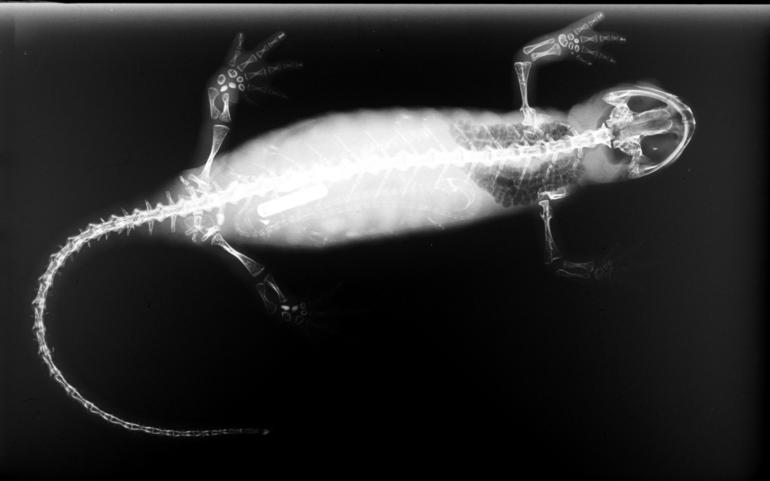
تصویر اشعه ایکس از ساختار اسکلتی سمندر

سَمَندَر (به انگلیسی: Salamander) یا آتَش‌خوار∗ یکی از انواع دوزیستان از راسته سمندرسانان است. یکی از ویژگی‌های ظاهری بارز این جانوران حالت بدنی مشابه با مارمولک‌ها است. سمندرها جانورانی هستند که در حالت لاروی و همچنین هنگام بلوغ و تا پایان عمر دارای دم هستند و از این جهت با دوزیستانی چون قورباغه‌ها و وزغ‌ها تفاوت دارند. این ویژگی باعث شده که سمندرها در گروه دوزیستان دم‌دار قرار بگیرند. این حیوانات بدن دراز و باریک، دم بلند و پاهای کوتاه و پرده‌دار برای شنا کردن دارند. این جانوران از دم قوی خود برای جلو رفتن در آب استفاده می‌کنند. سمندرها مانند قورباغه‌ها پوست نمناکی دارند و در مناطق مرطوب زندگی می‌کنند. غذای آن‌ها حشره و کرم است. بعضی از سمندرها برای گرفتن طعمه از زبانشان استفاده می‌کنند. بیشتر سمندرها دوران بلوغ خود را در خشکی می‌گذرانند، ولی بعضی از آن‌ها بیشتر عمرشان در آب زندگی می‌کنند. سمندرها به ندرت بیش از چهار انگشت در پاهای جلو و پنج انگشت در پاهای عقبی دارند. بعضی از آن‌ها تعداد انگشتان کمتری داشته و بعضی فاقد پاهای عقبی هستند. سمندرها عموماً قادر به ترمیم و بازسازی اعضای بدن و بعضی از اندام‌های بدنی قطع شدهٔ خود هستند.
تعداد زیادی از گونه‌های سمندر سال‌ها و سده‌ها پیش منقرض شده‌اند. تمامی گونه‌های باقی‌مانده و امروزی سمندرها در یک راسته به نام Urodela طبقه‌بندی شده‌اند؛ و گونه‌های این راسته خود به دو زیرراستهٔ سمندرهای بدوی (Cryptobranchoidea) و سمندرهای پیشرفته (Salamandroidea) تقسیم شده‌اند.

## واژه‌شناسی
سمندر برگرفته از واژهٔ یونانی «سالامندرا» است، اما در تداول عامیانه گفته می‌شود که از دو واژهٔ «سام» به معنای آتش و «اندر» تشکیل شده‌است و گفته‌اند که در بسیاری از افسانه‌های کهن، سمندر حیوانی متولد شده از آتش معرفی شده‌است و به همین سبب، این نام را به آن داده‌اند.

## ویژگی‌ها
بیشتر سمندرها در آب تخم‌گذاری می‌کنند و بچه سمندرهایی که از تخم بیرون می‌آیند، از جانوران کوچک آبزی تغذیه می‌کنند. بقیهٔ سمندرها در خشکی و در گودال‌های مرطوب زیر درخت‌های قدیمی و سنگ‌ها تخم‌گذاری می‌کنند. مرحلهٔ نوزادی در داخل تخم‌ها سپری می‌شود و سمندرهای کوچک از تخم بیرون می‌آیند. تعداد کمی از سمندرها بچهٔ زنده به دنیا می‌آورند و بعضی سمندرهای ساکن در محیط‌های نامناسب و پُر تنش در حالی که هنوز دورهٔ لاروی را به پایان نرسانده‌اند، شروع به تولید مثل می‌کنند و تعداد کمی از نوزادان سمندر هیچ‌وقت به بلوغ واقعی نمی‌رسند. در این گونه‌ها، جانور بالغ مانند یک نوزاد بزرگ است و مثل نوزادها آبشش پَرمانندی در بیرون سرش دارد.
پوست
سمندرها پوستی فاقد فلس و مرطوب دارند. این رطوبت توسط غدد مخاطی موجود در پوست تأمین می‌شود. حفظ رطوبت پوست اهمیت حیاتی در تنظیم دمای بدن و تنفس سمندرها دارد. در پوست بدن بعضی از سمندرها مانند سمندرک سخت‌پوست سمی بسیار قوی و خطرناک چون تترودوتوکسین وجود دارد. این سمندرها بسیار آرام حرکت کرده و دارای رنگ‌های خاص یا روشن و الگوهای پوستی غیرعادی و گیرا هستند و از این طریق به دشمنان خود اعلام خطر می‌کنند. این گونه الگوهای پوششی بدن و رنگ پوست خاص جانوران به رنگ هشدار معروف است.
اندازه
سمندرها اندازه‌های بسیار متفاوتی دارند. بزرگ‌ترین آن‌ها سمندر چینی غول‌پیکر (Andrias davidianus) است. این دوزیست در رودهای سرد کوهستان‌های شمال شرقی، مرکزی و جنوبی چین و مرداب‌های اطراف آن‌ها زندگی می‌کند. طول این جانور می‌تواند تا ۱۸۰ سانتیمتر و وزن آن تا ۶۵ کیلوگرم برسد. همچنین سمندر کوتوله (Desmognathus wrighti) که در آمریکا و در ایالت‌های تنسی، کارولینای شمالی و ویرجینیا یافت می‌شود از کوچک‌ترین گونه‌ها است. اندازهٔ نمونه‌های بالغ این سمندر بین ۳٫۶۸ تا ۵٫۸۰ سانتی‌متر است. با وجود این تنوع اندازه، سمندرها عموماً طولی بین ۱۰ تا ۲۰ سانتی‌متر دارند.

## زیستگاه‌ها و پراکندگی
سمندرها عمدتاً در نیمکره شمالی یافت می‌شوند. همگی به جز Plethodontidae به نواحی معتدل و نیمه‌گرمسیری آمریکای شمالی یا اوراسیا، از جمله شمال آفریقا محدود می‌شوند. اکثر سمندرهای خشکی‌زی نیاز به رطوبت و به‌طور معمول به زیستگاه‌های جنگلی نیاز دارند، در حالی که سمندرهای آبزی در حوضچه‌های بهاری، چشمه‌ها، رودها، و در دریاچه‌ها و رودخانه‌های بزرگ یافت می‌شوند.
از ۶۵۵ گونهٔ کشف شده از سمندرها حدود یک سوم آن‌ها در آمریکای شمالی و به ویژه در ارتفاعات آپالاشیا زندگی می‌کنند. گونه‌های بسیار معدودی از سمندرها در آب شور و لب‌شور یافت می‌شوند. یکی از این گونه‌ها سمندر اندرسون (Ambystoma andersoni) است. تنها سمندرهای مناطق گرمسیری متعلق به پله‌تودونتیدها plethodontids و زیرخانواده Bolitoglossinae هستند. به‌جز جنس Batrachoseps بقیه گونه‌های بولیتوگلوسین‌ها bolitoglossines، عمدتاً در مکزیک و آمریکای مرکزی وجود دارند. تعداد کمی از گونه‌ها در حوضه رود آمازون یافت می‌شوند. این گونه‌های مهاجم نواحی گرمسیری شدیداً موفق بوده و نزدیک به ۴۳٪ از تعداد کل گونه‌های سمندرهای موجود (حدود ۶۵۵ گونه) را تشکیل می‌دهند.

## فیزیولوژی

### تنفس
پوست سمندرها دارای سلول‌های ویژه‌ای به نام "سلول‌های کلراید" است که به تنظیم تعادل یونی کمک می‌کنند و در عین حال تبادل گازی را تسهیل می‌نمایند. این سلول‌ها در محیط‌های با شوری مختلف رفتار متفاوتی نشان می‌دهند.

برخی سمندرها مانند سمندر کوهستانی آسیایی توانایی تنفس از طریق مخاط دهان و حلق را دارند. این روش زمانی فعال می‌شود که حیوان در محیط‌های کم اکسیژن قرار گیرد.

لاروهای سمندر دارای آبشش‌های بیرونی پرزدار هستند که سطح تماس را تا 10 برابر افزایش می‌دهند. این ساختارها پس از دگردیسی به تدریج جذب می‌شوند.

سمندرهای بالغ بدون ریه مانند خانواده Plethodontidae کاملاً وابسته به تنفس پوستی هستند. این گونه‌ها معمولاً در محیط‌های مرطوب و نزدیک به آب زندگی می‌کنند.

مطالعات نشان داده‌اند که سمندرها می‌توانند تا 40% اکسیژن مورد نیاز خود را از طریق دیواره روده جذب کنند، به ویژه هنگام غوطه‌وری طولانی مدت در آب.

نرخ تبادل گازی پوستی در سمندرها به عوامل مختلفی بستگی دارد: ضخامت پوست، دما، رطوبت محیط و جریان خون پوستی. این نرم می‌تواند از 0.01 تا 0.1 ml O2/cm2/h متغیر باشد.

سمندرهای ساکن ارتفاعات بالا مانند سمندر کوهستانی هیمالیا دارای هموگلوبین‌های ویژه‌ای هستند که میل ترکیبی بالاتری با اکسیژن دارند و در شرایط کم‌فشاری مؤثرتر عمل می‌کنند.

برخی سمندرها هنگام خواب زمستانی به حالت "برانشیزایی برگشتی" می‌روند، یعنی ساختارهای آبششی موقتی در بزرگسالی تشکیل می‌دهند تا مصرف انرژی را کاهش دهند.

سمندرهای غارزی مانند پروتیوس دارای متابولیسم تنفسی بسیار کندی هستند و می‌توانند تا 10 ماه بدون غذا زنده بمانند و در این مدت نرخ تنفس خود را تا 80% کاهش دهند.

تغییرات آب و هوایی تأثیر مستقیمی بر فیزیولوژی تنفسی سمندرها دارد. افزایش دما می‌تواند باعث افزایش نرخ تنفس و در نتیجه از دست دادن آب بیشتر از طریق پوست شود.

### سیستم گردش خون
قلب سمندرها دارای ساختار پیچیده‌ای است که اجازه می‌دهد تا حدی خون اکسیژنه و غیراکسیژنه را جدا نگه دارد، اگرچه این جداسازی کامل نیست.

در سمندرها، شریان‌های پوستی نقش مهمی در تنظیم حرارت بدن دارند. با گشاد یا تنگ کردن این عروق، حیوان می‌تواند میزان تبادل حرارتی با محیط را کنترل کند.

مطالعات نشان داده‌اند که سمندرها می‌توانند فشار خون خود را در محدوده وسیعی (20-60 mmHg) تنظیم کنند که به آنها اجازه می‌دهد هم در آب و هم خشکی به خوبی فعالیت کنند.

گلبول‌های قرمز سمندرها هسته‌دار و بزرگ هستند (قطر 20-30 میکرومتر) و حاوی هموگلوبین‌های چندگانه‌ای هستند که در مراحل مختلف زندگی بیان می‌شوند.

سیستم لنفاوی سمندرها بسیار توسعه یافته است و شامل چندین "قلب لنفاوی" کوچک در امتداد عروق لنفاوی می‌شود که به گردش لنف کمک می‌کنند.

سمندرها توانایی قابل توجهی در بازسازی بافت قلبی دارند. حتی پس از آسیب‌های شدید، قلب می‌تواند کاملاً ترمیم شود بدون آنکه بافت اسکار تشکیل شود.

در دمای پایین، سمندرها می‌توانند جریان خون به اندام‌های محیطی را کاهش دهند و خون را بیشتر به اندام‌های حیاتی مرکزی هدایت کنند.

برخی سمندرها مانند اکسلوتل توانایی تولید گلبول‌های قرمز جدید را در طحال و کبد دارند، برخلاف پستانداران که این فرایند عمدتاً در مغز استخوان انجام می‌شود.

سمندرهای آبزی دارای مکانیسم‌های ویژه‌ای برای مقابله با افزایش فشار آب هستند، از جمله دیواره عروق ضخیم‌تر و سیستم‌های تنظیم فشار داخلی.

تغییرات فصلی در سیستم گردش خون سمندرها دیده می‌شود. در زمستان، حجم خون کاهش یافته و ویسکوزیته آن افزایش می‌یابد تا از اتلاف انرژی جلوگیری شود.

### سیستم گوارشی
زبان سمندرها یکی از سریع‌ترین و قوی‌ترین ماهیچه‌ها در میان مهره‌داران است و می‌تواند در کسری از ثانیه به سمت طعمه پرتاب شود.

سمندرها دارای دندان‌های کوچک متعددی هستند که به شکل V قرار گرفته‌اند و به آنها کمک می‌کنند طعمه را محکم نگه دارند. این دندان‌ها به طور مداوم جایگزین می‌شوند.

معده سمندرها توانایی انبساط قابل توجهی دارد و می‌تواند طعمه‌هایی تا 60% حجم بدن را در خود جای دهد. این ویژگی به ویژه در گونه‌های بزرگ جثه مشهود است.

کبد سمندرها نقش مهمی در سم‌زدایی دارد و می‌تواند ترکیبات سمی موجود در طعمه‌ها (مانند حشرات سمی) را خنثی کند.

روده سمندرها دارای جمعیت میکروبی ویژه‌ای است که به هضم مواد گیاهی (در گونه‌های همه‌چیزخوار) کمک می‌کند. این میکروب‌ها در زمستان کاهش می‌یابند.

برخی سمندرها مانند سمندر تایگا دارای رفتارهای ذخیره‌سازی غذا هستند و می‌توانند طعمه‌های اضافی را در شکاف‌های سنگی یا زیر برگ‌ها برای مصرف بعدی پنهان کنند.

متابولیسم گوارشی سمندرها بسیار کند است. هضم کامل یک وعده غذایی ممکن است تا 7-10 روز طول بکشد، به ویژه در دمای پایین.

سمندرهای نوزاد در ابتدا از ذخیره زرده تخم تغذیه می‌کنند و به تدریز که سیستم گوارشی تکامل می‌یابد، به شکار موجودات ریز آبزی می‌پردازند.

برخی سمندرها مانند سمندر کوهستانی دارای رفتارهای تغذیه‌ای اجتماعی هستند و ممکن است به صورت گروهی به شکار طعمه‌های بزرگتر بپردازند.

تغییرات اقلیمی می‌تواند زمان فعال شدن سیستم گوارشی سمندرها را تحت تأثیر قرار دهد و هماهنگی بین ظهور لاروها و فراوانی طعمه‌ها را مختل کند.

### سیستم ایمنی
سیستم ایمنی ذاتی سمندرها شامل سلول‌های ماکروفاژ بسیار فعالی است که می‌توانند طیف وسیعی از پاتوژن‌ها را فاگوسیتوز کنند. این ماکروفاژها در بازسازی بافت نیز نقش کلیدی دارند.

سمندرها فاقد سیستم لنفاوی توسعه یافته مانند پستانداران هستند، اما دارای جمعیت‌های لنفوسیتی در طحال، کلیه و کبد می‌باشند که پاسخ ایمنی را هماهنگ می‌کنند.

پوست سمندرها نه تنها یک سد فیزیکی، بلکه یک اندام ایمنی فعال است که می‌تواند پپتیدهای ضد میکروبی ترشح کند. این پپتیدها در گونه‌های مختلف متفاوت هستند.

توانایی بازسازی سمندرها با سیستم ایمنی آنها ارتباط تنگاتنگی دارد. ماکروفاژها برای موفقیت آمیز بودن فرآیند بازسازی کاملاً ضروری هستند و بدون آنها بازسازی اتفاق نمی‌افتد.

پاسخ التهابی در سمندرها بسیار کنترل شده است و به ندرت منجر به فیبروز یا تشکیل بافت اسکار می‌شود. این ویژگی کلید توانایی بازسازی آنها محسوب می‌شود.

سمندرها دارای سیستم کمپلمان منحصر به فردی هستند که هم در ایمنی ذاتی و هم در بازسازی بافت نقش دارد. این سیستم از نظر تکاملی قدیمی‌تر از سیستم کمپلمان پستانداران است.

برخی سمندرها مانند اکسلوتل می‌توانند اندام‌های پیوندی را بدون رد پیوند بپذیرند. این ویژگی به دلیل تحمل ایمنی بالای آنها است و برای تحقیقات پزشکی بسیار ارزشمند است.

سیستم ایمنی سمندرها در دمای پایین نیز عملکرد خوبی دارد. برخلاف پستانداران، پاسخ ایمنی آنها در سرما به طور کامل سرکوب نمی‌شود.

سمندرهای ماده در طول تولید مثل تغییراتی در سیستم ایمنی نشان می‌دهند که احتمالاً برای جلوگیری از رد جنین‌های در حال تکامل است. این مکانیسم شبیه به تحمل ایمنی در بارداری پستانداران است.

بیماری‌های نوظهور مانند قارچ کیترید تهدید جدی برای سمندرها محسوب می‌شوند، زیرا سیستم ایمنی آنها تکامل نیافته تا با این پاتوژن‌های جدید مقابله کند.

### تولید مثل و رشد
رفتارهای جفت‌یابی در سمندرها شامل رقص‌های پیچیده، فرومون‌های جنسی و در برخی گونه‌ها حتی آوازهای زیرآبی می‌شود. این رفتارها می‌توانند ساعت‌ها تا روزها طول بکشند.

برخی سمندرها مانند سمندر مرمری می‌توانند هم به صورت جنسی و هم غیرجنسی (از طریق پارتنوژنز) تکثیر شوند. این توانایی به آنها اجازه می‌دهد در محیط‌های ایزوله نیز جمعیت خود را حفظ کنند.

سمندرهای ماده می‌توانند اسپرم را برای ماه‌ها تا سال‌ها در کیسه‌های ویژه‌ای به نام اسپرماتکا ذخیره کنند و در زمان مناسب از آن برای بارور کردن تخم‌ها استفاده نمایند.

دگردیسی در سمندرها تحت کنترل هورمون‌های تیروئیدی است، اما برخلاف قورباغه‌ها، بسیاری از سمندرها تغییرات ظاهری چشمگیری را تجربه نمی‌کنند.

برخی سمندرها مانند سمندر مکزیکی (اکسولوتل) می‌توانند در حالت لاروی بالغ شوند و تولید مثل کنند (نئوتنی). این ویژگی تحت تأثیر عوامل محیطی مانند کمبود ید است.

سمندرهای مادر در برخی گونه‌ها مراقبت والدینی پیچیده‌ای نشان می‌دهند، از جمله پیچیدن بدن به دور تخم‌ها، تمیز کردن آنها و دفاع در برابر شکارچیان.

رشد جنین در سمندرها می‌تواند بسته به دمای محیط از 2 هفته تا 6 ماه متغیر باشد. در دمای پایین، رشد کند می‌شود اما اندازه نهایی بزرگتر خواهد بود.

برخی سمندرها مانند سمندر آتشین زنده‌زا هستند و جنین‌ها در داخل بدن مادر از ترشحات رحمی تغذیه می‌کنند. این روش تولید مثل در محیط‌های سرد مزیت دارد.

انتخاب جفت در سمندرها اغلب بر اساس علائم ظاهری مانند رنگ روشن یا الگوهای پوستی انجام می‌شود. این ویژگی‌ها نشان‌دهنده سلامت و تناسب ژنتیکی فرد هستند.

تغییرات اقلیمی می‌تواند زمان تولید مثل سمندرها را تحت تأثیر قرار دهد و منجر به ناهماهنگی بین ظهور لاروها و دسترسی به منابع غذایی شود.

سمندرها دارای چرخه زندگی پیچیده‌ای هستند که شامل مراحل تخم، لارو آبزی، دگردیسی و بلوغ می‌شود. دوره لاروی می‌تواند از چند هفته تا چند سال بسته به گونه و شرایط محیطی متغیر باشد .
هورمون تیروکسین نقش کلیدی در فرآیند دگردیسی سمندرها دارد. جالب اینجاست که برخی گونه‌ها مانند اکسلوتل مکزیکی می‌توانند به طور نامحدود در حالت لاروی باقی بمانند (نئوتنی) که این ویژگی تحت تأثیر عوامل ژنتیکی و محیطی است .
رشد استخوان‌بندی در سمندرها الگوی خاصی دارد. برخلاف پستانداران، استخوان‌های جمجمه در سمندرها تا حد زیادی غضروفی باقی می‌مانند که به انعطاف‌پذیری سر در هنگام بلع طعمه‌های بزرگ کمک می‌کند .
سمندرهای جوان دارای توانایی بازسازی بالاتری نسبت به افراد بالغ هستند. مطالعات نشان داده که سرعت بازسازی اندام در لاروها تا 30% بیشتر از سمندرهای بالغ است .
تغییرات متابولیکی چشمگیری در طول دگردیسی سمندرها رخ می‌دهد. مصرف اکسیژن می‌تواند تا 50% افزایش یابد و فعالیت آنزیم‌های مرتبط با متابولیسم پروتئین‌ها به شدت تغییر می‌کند .

### تنظیم دمایی
سمندرها از استراتژی‌های رفتاری پیچیده‌ای برای تنظیم دمای بدن استفاده می‌کنند. مطالعات نشان می‌دهد آنها می‌توانند با دقتی در حد 0.5 درجه سانتیگراد، مکان‌های با دمای مطلوب را شناسایی و انتخاب کنند.

برخی گونه‌های سمندر مانند سمندر کوهستانی دارای پروتئین‌های شوک حرارتی (HSP) بسیار کارآمدی هستند که به آنها اجازه می‌دهد در برابر نوسانات شدید دمایی مقاومت کنند.

سمندرهای مناطق معتدل می‌توانند با کاهش متابولیسم تا 95% به خواب زمستانی بروند. در این حالت، دمای بدن آنها می‌تواند تا حد دمای محیط پایین بیاید بدون اینکه آسیب ببینند.

گونه‌های شمالی مانند سمندر چهارانگشتی دارای ترکیبات ضدیخ طبیعی (گلیکوپروتئین‌ها) در خون هستند که از تشکیل کریستال‌های یخ در سلول‌ها جلوگیری می‌کند.

سمندرهای بیابانی مانند سمندر تیگر توانایی ذخیره آب در مثانه و بافت‌های ویژه بدن را دارند و می‌توانند ماه‌ها در شرایط خشکی زنده بمانند.

تغییرات فصلی در ترکیب لیپیدهای غشای سلولی به سمندرها اجازه می‌دهد در دماهای مختلف انعطاف‌پذیری غشا را حفظ کنند. این سازوکار به ویژه در گونه‌های کوهستانی مشهود است.

برخی سمندرها می‌توانند در پاسخ به افزایش دما، تولید پروتئین‌های خاصی را افزایش دهند که از تخریب پروتئین‌های سلولی جلوگیری می‌کند.

سمندرهای ساکن غارها مانند اولم دارای متابولیسم بسیار کندی هستند که به آنها اجازه می‌دهد با منابع غذایی محدود و دمای ثابت محیط غار سازگار شوند.

مطالعات ایزوتوپی نشان داده سمندرها می‌توانند در شرایط سرد، از ذخایر چربی دم برای تأمین انرژی استفاده کنند و این چربی‌ها را بر اساس فصل تنظیم نمایند.

تغییرات اقلیمی و افزایش دما می‌تواند محدوده جغرافیایی سمندرها را به شدت تحت تأثیر قرار دهد، به طوری که برخی گونه‌ها ممکن است تا 80% از زیستگاه خود را تا سال 2100 از دست بدهند.

### سیستم عصبی و حواس
مغز سمندرها اگرچه از نظر اندازه کوچک است، اما از نظر ساختاری بسیار تخصص‌یافته است. به عنوان مثال، لوب بویایی آنها می‌تواند تا 30% حجم کل مغز را تشکیل دهد.

سمندرها دارای گیرنده‌های حساس به میدان‌های الکتریکی ضعیف هستند که به ویژه در گونه‌های آبزی برای یافتن طعمه و جهت‌یابی مفید است.

سیستم بینایی سمندرها به گونه‌ای تکامل یافته که در نور کم عملکرد بهتری دارد. برخی گونه‌های غارزی حتی بینایی خود را کاملاً از دست داده‌اند و به سایر حواس متکی هستند.

سمندرها می‌توانند فرکانس‌های صوتی بین 10 تا 1000 هرتز را تشخیص دهند. این محدوده برای ارتباطات کوتاه‌برد و تشخیص ارتعاشات محیطی کافی است.

اندام ژاکوبسون در سمندرها بسیار توسعه یافته است و به آنها اجازه می‌دهد مواد شیمیایی موجود در هوا و آب را با دقت بالایی تشخیص دهند.

برخی سمندرها مانند سمندر آتشین می‌توانند مسیرهای شیمیایی را برای ماه‌ها در حافظه نگه دارند و از آنها برای یافتن مسیر به محل تولید مثل استفاده کنند.

سیستم خط جانبی در لاروهای سمندر آبزی به آنها اجازه می‌دهد کوچکترین تغییرات در جریان آب را تشخیص دهند و از شکارچیان فرار کنند.

سمندرها دارای گیرنده‌های فشاری در پوست هستند که به آنها کمک می‌کند رطوبت محیط را تشخیص دهند و به سمت مناطق مرطوب حرکت کنند.

مطالعات رفتاری نشان داده سمندرها می‌توانند اشکال ساده را تشخیص دهند و بین طعمه‌های خوراکی و غیرخوراکی تمایز قائل شوند.

برخی سمندرهای ساکن در آب‌های زیرزمینی مانند پروتیوس دارای گیرنده‌های حساس به فشار آب هستند که به آنها در حرکت در محیط‌های تاریک کمک می‌کند.

### سیستم عضلانی و حرکتی
عضلات سمندرها دارای ویژگی‌های منحصر به فردی هستند که به آنها اجازه می‌دهد هم در آب و هم خشکی حرکت کنند. فیبرهای عضلانی کند (نوع I) در سمندرهای کوهستانی تا 70% حجم عضلات را تشکیل می‌دهند که به استقامت آنها کمک می‌کند .
سمندرها از الگوی حرکت موجی جانبی (lateral undulation) مشابه مارها استفاده می‌کنند. این حرکت در آب بسیار کارآمد است و به آنها اجازه می‌دهد با حداقل مصرف انرژی شنا کنند .
پاهای سمندرها دارای عضلات ویژه‌ای هستند که می‌توانند در دمای پایین نیز عملکرد مناسبی داشته باشند. این ویژگی به سمندرهای مناطق سردسیر اجازه می‌دهد در شرایطی که سایر دوزیستان غیرفعال هستند، به شکار بپردازند .
دم سمندرها نه تنها برای شنا، بلکه به عنوان اندام ذخیره چربی نیز عمل می‌کند. در فصل زمستان، تا 40% از چربی بدن در دم ذخیره می‌شود .
برخی سمندرها مانند سمندر کوهستانی لرستانی توانایی جهش‌های کوتاه دارند که توسط انقباض سریع عضلات پشتی ایجاد می‌شود. این مکانیسم به فرار از شکارچیان کمک می‌کند .

### تنظیم اسمزی و دفع
سمندرها دارای کلیه‌های پیشرفته‌ای هستند که می‌توانند بر اساس محیط (آبی یا خشکی) عملکرد خود را تغییر دهند. در محیط آبی، کلیه‌ها ادرار رقیق تولید می‌کنند، در حالی که در خشکی قادر به تغلیظ ادرار تا 3 برابر هستند.

پوست سمندرها نه تنها برای تنفس، بلکه برای جذب فعال یون‌ها نیز استفاده می‌شود. سلول‌های ویژه‌ای به نام "سلول‌های میتوكندریایی غنی" مسئول جذب سدیم و کلرید از محیط هستند.

برخی سمندرهای بیابانی می‌توانند اوره را تا غلظت‌های بسیار بالا (تا 500 میلی‌مولار) در خون خود تجمع دهند تا آب را از طریق اسمز حفظ کنند. این مکانیسم مشابه پستانداران بیابانی است.

سمندرهای دریایی مانند سمندر خرچنگ‌خوار دارای غدد نمکی ویژه‌ای در آبشش‌ها هستند که به آنها اجازه می‌دهد آب دریا را بنوشند و نمک اضافی را دفع کنند.

در شرایط کم‌آبی، سمندرها می‌توانند تولید ادرار را تا 90% کاهش دهند و متابولیسم خود را به سمت تولید بیشتر اوره (به جای آمونیاک سمی) سوق دهند.

### سازگاری‌های محیطی
سمندر کوهستانی لرستانی می‌تواند در ارتفاعات بالای 3000 متر زندگی کند و با سطح اکسیژن کم که حدود 60% سطح دریا است سازگار شده است. این سازگاری شامل افزایش تعداد گلبول‌های قرمز و هموگلوبین‌های ویژه است.

برخی سمندرهای ساکن غارها مانند پروتیوس آنگوئینوس می‌توانند تا 10 سال بدون غذا زنده بمانند و در این مدت متابولیسم خود را تا 70% کاهش دهند و از ذخایر چربی و پروتئین بدن استفاده کنند.

سمندرهای مناطق معتدل دارای ساعت‌های زیستی بسیار دقیقی هستند که تغییرات فصلی را پیش‌بینی می‌کنند و به آنها اجازه می‌دهند رفتارهای خود مانند خواب زمستانی و تولید مثل را زمان‌بندی کنند.

سمندر آتشین (Salamandra salamandra) می‌تواند در برابر آتش‌سوزی‌های جنگلی مقاومت کند با پناه بردن به عمق خاک و کاهش شدید متابولیسم تا شرایط بهبود یابد.

برخی سمندرهای مناطق شهری مانند سمندر ببری (Ambystoma tigrinum) توانایی تحمل آلاینده‌های شهری مانند فلزات سنگین را پیدا کرده‌اند و در جمعیت‌های شهری جهش‌های مقاومتی نشان می‌دهند.

### متابولیسم و انرژی
سمندرها دارای یکی از کارآمدترین سیستم‌های متابولیکی در میان مهره‌داران هستند. آنها می‌توانند تا 85% انرژی موجود در غذا را جذب کنند که حدود 30% بیشتر از میانگین پستانداران است.

در دمای 5 درجه سانتیگراد، متابولیسم پایه سمندرها می‌تواند تا 1/20 سطح فعالیت عادی کاهش یابد. این کاهش با تغییر فعالیت آنزیم‌های کلیدی متابولیک همراه است.

سمندرهای نوزاد از ذخیره زرده تخم استفاده می‌کنند که حاوی لیپیدهای ویژه‌ای است که در دمای پایین نیز قابل متابولیزه شدن هستند. این لیپیدها حاوی اسیدهای چرب غیراشباع بلند زنجیر هستند.

برخی سمندرها مانند سمندر مکزیکی (Ambystoma mexicanum) می‌توانند در شرایط گرسنگی، بافت‌های غیرضروری مانند دم را جذب کنند و از مواد مغذی آن برای حفظ اندام‌های حیاتی استفاده نمایند.

مطالعات ایزوتوپی نشان داده که سمندرها در زنجیره غذایی نقش مهمی دارند و می‌توانند تا 40% انرژی اکوسیستم‌های جنگلی مرطوب را بین سطح زمین و آب انتقال دهند.

### سیستم ترشحی و دفع سموم
سمندرها دارای غدد پوستی تخصص یافته‌ای هستند که انواع سموم دفاعی ترشح می‌کنند. جالب اینجاست که ترکیب این سموم بسته به رژیم غذایی و منطقه جغرافیایی تغییر می‌کند.

کبد سمندرها به ویژه در گونه‌های حشره‌خوار، آنزیم‌های سم‌زدایی بسیار کارآمدی تولید می‌کند که می‌توانند آلکالوئیدهای گیاهی موجود در بدن طعمه‌ها را خنثی کنند.

برخی سمندرها مانند سمندر کوهستانی قادرند فلزات سنگین را در پوست و کبد خود تجمع دهند و از این طریق از سایر بافت‌های حیاتی محافظت کنند.

سیستم ادراری سمندرها می‌تواند طیف وسیعی از مواد زائد نیتروژنی را دفع کند. نکته جالب این است که الگوی دفع (آمونیاک، اوره یا اسید اوریک) بسته به زیستگاه تغییر می‌کند.

در فصل تولید مثل، بسیاری از سمندرها ترکیبات فرومونی پیچیده‌ای ترشح می‌کنند که می‌توانند از کیلومترها دورتر جفت‌های بالقوه را جذب کنند.

### سازگاری‌های رفتاری
سمندرهای مناطق معتدل دارای حافظه مکانی بسیار دقیقی هستند و می‌توانند پس از مهاجرت‌های سالانه، دقیقاً به همان حفره یا شکاف سنگی قبلی بازگردند.

برخی سمندرها مانند سمندر سرچماقی، رفتارهای گروهی پیچیده‌ای از خود نشان می‌دهند و در هنگام شکار می‌توانند طعمه‌ها را به سمت یکدیگر هدایت کنند.

سمندرهای ماده در بسیاری از گونه‌ها ترجیح جفت‌گیری انتخابی دارند و می‌توانند اسپرم نرهای با ویژگی‌های خاص را برای بارورسازی انتخاب کنند.

در فصل خشکی، برخی سمندرها به حالت "تابستانه" (استیواسیون) می‌روند و خود را در گل و لای مدفون می‌کنند تا از خشک شدن جلوگیری کنند.

سمندرهای جوان یادگیری اجتماعی نشان می‌دهند و می‌توانند با مشاهده رفتار بزرگسالان، راه‌های اجتناب از شکارچیان و یافتن غذا را بیاموزند.

### روابط اکولوژیک
سمندرها نقش کلیدی در شبکه غذایی جنگل‌های مرطوب دارند و به عنوان "مهندسان اکوسیستم" مواد مغذی را بین محیط‌های آبی و خشکی انتقال می‌دهند.

جمعیت سمندرها شاخص حساسی از سلامت محیط هستند و کاهش آنها اغلب اولین نشانه اختلال در اکوسیستم‌های جنگلی است.

برخی قارچ‌های میکوریزا رابطه همزیستی با سمندرها دارند و به انتقال مواد مغذی از خاک به زنجیره غذایی کمک می‌کنند.

سمندرهای آبزی نقش مهمی در کنترل جمعیت پشه‌ها دارند و یک سمندر بالغ می‌تواند سالانه هزاران لارو پشه مصرف کند.

در برخی اکوسیستم‌ها، سمندرها از نظر زیست توده از تمام پستانداران کوچک منطقه بیشتر هستند و بنابراین نقش نامتناسبی در جریان انرژی دارند.

پوست سمندرها میزبان جامعه پیچیده‌ای از باکتری‌های همزیست است که به دفاع در برابر پاتوژن‌ها کمک می‌کنند. این میکروبیوم در سمندرهای مختلف تا 60% متفاوت است .
روده سمندرها حاوی جمعیت میکروبی ویژه‌ای است که به هضم کیتین (ماده اصلی سازنده بدن حشرات) کمک می‌کند. این باکتری‌ها در سمندرهای جوان هنوز تکامل نیافته‌اند .
برخی سمندرها مانند سمندر آتشین از باکتری‌های پوستی برای تولید سموم استفاده می‌کنند. این باکتری‌ها ترکیبات آلکالوئیدی خاصی ترشح می‌کنند که برای شکارچیان سمی است .
میکروبیوم پوست سمندرها در فصل تولید مثل تغییر می‌کند. این تغییرات احتمالاً به دلیل ترشحات هورمونی است و ممکن است در جذب جفت نقش داشته باشد .
سمندرهای بیمار دارای تغییرات قابل توجهی در ترکیب میکروبیوم پوست هستند. این تغییرات می‌تواند به عنوان نشانگر زیستی برای سلامت جمعیت سمندرها استفاده شود .

## تغذیه
سمندرها گوشت‌خوار هستند و تقریباً از هر موجود زنده که در دسترس باشد و توان شکار و بلعیدنش را داشته باشند تغذیه می‌کنند. اغلب سمندرها بر خلاف قورباغه‌ها دارای دندان‌های ریزی هستند که درگرفتن شکار به آن‌ها کمک می‌کند. جانداران مورد تغذیهٔ سمندرها شامل انواع حشرات و بندپایان مثل پشه، سوسک، ملخ، عنکبوت‌ها، میگو و ماهی‌های کوچک، انواع کرم‌ها، حلزون‌ها، لارو و نوزاد سایر موجودات زنده هستند. برخی از سمندرها مثل سمندر سیاه و سمندر ببری در صورت کمبود غذا به هم‌نوع‌خواری یا خوردن لارو سایر گونه‌های سمندر روی می‌آورند.
سمندرهای با اندازه بزرگ‌تر مثل سمندر بزرگ ژاپنی از موجودات بزرگ‌تر مانند پستانداران، خرچنگ‌ها، ماهی و دوزیستان تغذیه می‌کند.

## ژنوم و ژنتیک
سمندرها ژنوم بسیار بزرگی دارند. اندازهٔ ژنوم سمندرها بسته به گونهٔ آن‌ها بین ۱۴ تا ۱۲۰ میلیارد جفت نوکلئوتید است. (ژنوم انسان دارای ۳٫۲ میلیارد جفت نوکلئوتید است)

## طبقه‌بندی
|  | سمندران آسیایی |
|  |                |
|  | سمندر بزرگ     |
|  |                |

|  | \| \| سمندر زیرزمینی \| \| \| \| \| \| سمندر بزرگ آرام \| \| \| \| |
|  |                                                                    |
|  | سمندران                                                            |
|  |                                                                    |
|  | سمندر زیرزمینی                                                     |
|  |                                                                    |
|  | سمندر بزرگ آرام                                                    |
|  |                                                                    |

|  | سمندر زیرزمینی  |
|  |                 |
|  | سمندر بزرگ آرام |
|  |                 |

|  | \| \| سمندر زیرزمینی \| \| \| \| \| \| سمندر بزرگ آرام \| \| \| \| |
|  |                                                                    |
|  | سمندران                                                            |
|  |                                                                    |
|  | سمندر زیرزمینی                                                     |
|  |                                                                    |
|  | سمندر بزرگ آرام                                                    |
|  |                                                                    |

|  | سمندر زیرزمینی  |
|  |                 |
|  | سمندر بزرگ آرام |
|  |                 |

|                    | سمندر تندابه                                                 |
|                    |                                                              |
| Xenosalamandroidei | \| \| سمندرهای ماری \| \| \| \| \| \| سمندر بی‌شش \| \| \| \| |
|                    | \| \| سمندرهای ماری \| \| \| \| \| \| سمندر بی‌شش \| \| \| \| |
|                    | سمندرهای ماری                                                |
|                    |                                                              |
|                    | سمندر بی‌شش                                                   |
|                    |                                                              |

|  | سمندرهای ماری |
|  |               |
|  | سمندر بی‌شش    |
|  |               |

|                    | سمندر تندابه                                                 |
|                    |                                                              |
| Xenosalamandroidei | \| \| سمندرهای ماری \| \| \| \| \| \| سمندر بی‌شش \| \| \| \| |
|                    | \| \| سمندرهای ماری \| \| \| \| \| \| سمندر بی‌شش \| \| \| \| |
|                    | سمندرهای ماری                                                |
|                    |                                                              |
|                    | سمندر بی‌شش                                                   |
|                    |                                                              |

|  | سمندرهای ماری |
|  |               |
|  | سمندر بی‌شش    |
|  |               |

|  | \| \| سمندر زیرزمینی \| \| \| \| \| \| سمندر بزرگ آرام \| \| \| \| |
|  |                                                                    |
|  | سمندران                                                            |
|  |                                                                    |
|  | سمندر زیرزمینی                                                     |
|  |                                                                    |
|  | سمندر بزرگ آرام                                                    |
|  |                                                                    |

|  | سمندر زیرزمینی  |
|  |                 |
|  | سمندر بزرگ آرام |
|  |                 |

|  | \| \| سمندر زیرزمینی \| \| \| \| \| \| سمندر بزرگ آرام \| \| \| \| |
|  |                                                                    |
|  | سمندران                                                            |
|  |                                                                    |
|  | سمندر زیرزمینی                                                     |
|  |                                                                    |
|  | سمندر بزرگ آرام                                                    |
|  |                                                                    |

|  | سمندر زیرزمینی  |
|  |                 |
|  | سمندر بزرگ آرام |
|  |                 |

|                    | سمندر تندابه                                                 |
|                    |                                                              |
| Xenosalamandroidei | \| \| سمندرهای ماری \| \| \| \| \| \| سمندر بی‌شش \| \| \| \| |
|                    | \| \| سمندرهای ماری \| \| \| \| \| \| سمندر بی‌شش \| \| \| \| |
|                    | سمندرهای ماری                                                |
|                    |                                                              |
|                    | سمندر بی‌شش                                                   |
|                    |                                                              |

|  | سمندرهای ماری |
|  |               |
|  | سمندر بی‌شش    |
|  |               |

|                    | سمندر تندابه                                                 |
|                    |                                                              |
| Xenosalamandroidei | \| \| سمندرهای ماری \| \| \| \| \| \| سمندر بی‌شش \| \| \| \| |
|                    | \| \| سمندرهای ماری \| \| \| \| \| \| سمندر بی‌شش \| \| \| \| |
|                    | سمندرهای ماری                                                |
|                    |                                                              |
|                    | سمندر بی‌شش                                                   |
|                    |                                                              |

|  | سمندرهای ماری |
|  |               |
|  | سمندر بی‌شش    |
|  |               |

|  | سمندران آسیایی |
|  |                |
|  | سمندر بزرگ     |
|  |                |

|  | \| \| سمندر زیرزمینی \| \| \| \| \| \| سمندر بزرگ آرام \| \| \| \| |
|  |                                                                    |
|  | سمندران                                                            |
|  |                                                                    |
|  | سمندر زیرزمینی                                                     |
|  |                                                                    |
|  | سمندر بزرگ آرام                                                    |
|  |                                                                    |

|  | سمندر زیرزمینی  |
|  |                 |
|  | سمندر بزرگ آرام |
|  |                 |

|  | \| \| سمندر زیرزمینی \| \| \| \| \| \| سمندر بزرگ آرام \| \| \| \| |
|  |                                                                    |
|  | سمندران                                                            |
|  |                                                                    |
|  | سمندر زیرزمینی                                                     |
|  |                                                                    |
|  | سمندر بزرگ آرام                                                    |
|  |                                                                    |

|  | سمندر زیرزمینی  |
|  |                 |
|  | سمندر بزرگ آرام |
|  |                 |

|                    | سمندر تندابه                                                 |
|                    |                                                              |
| Xenosalamandroidei | \| \| سمندرهای ماری \| \| \| \| \| \| سمندر بی‌شش \| \| \| \| |
|                    | \| \| سمندرهای ماری \| \| \| \| \| \| سمندر بی‌شش \| \| \| \| |
|                    | سمندرهای ماری                                                |
|                    |                                                              |
|                    | سمندر بی‌شش                                                   |
|                    |                                                              |

|  | سمندرهای ماری |
|  |               |
|  | سمندر بی‌شش    |
|  |               |

|                    | سمندر تندابه                                                 |
|                    |                                                              |
| Xenosalamandroidei | \| \| سمندرهای ماری \| \| \| \| \| \| سمندر بی‌شش \| \| \| \| |
|                    | \| \| سمندرهای ماری \| \| \| \| \| \| سمندر بی‌شش \| \| \| \| |
|                    | سمندرهای ماری                                                |
|                    |                                                              |
|                    | سمندر بی‌شش                                                   |
|                    |                                                              |

|  | سمندرهای ماری |
|  |               |
|  | سمندر بی‌شش    |
|  |               |

|  | \| \| سمندر زیرزمینی \| \| \| \| \| \| سمندر بزرگ آرام \| \| \| \| |
|  |                                                                    |
|  | سمندران                                                            |
|  |                                                                    |
|  | سمندر زیرزمینی                                                     |
|  |                                                                    |
|  | سمندر بزرگ آرام                                                    |
|  |                                                                    |

|  | سمندر زیرزمینی  |
|  |                 |
|  | سمندر بزرگ آرام |
|  |                 |

|  | \| \| سمندر زیرزمینی \| \| \| \| \| \| سمندر بزرگ آرام \| \| \| \| |
|  |                                                                    |
|  | سمندران                                                            |
|  |                                                                    |
|  | سمندر زیرزمینی                                                     |
|  |                                                                    |
|  | سمندر بزرگ آرام                                                    |
|  |                                                                    |

|  | سمندر زیرزمینی  |
|  |                 |
|  | سمندر بزرگ آرام |
|  |                 |

|                    | سمندر تندابه                                                 |
|                    |                                                              |
| Xenosalamandroidei | \| \| سمندرهای ماری \| \| \| \| \| \| سمندر بی‌شش \| \| \| \| |
|                    | \| \| سمندرهای ماری \| \| \| \| \| \| سمندر بی‌شش \| \| \| \| |
|                    | سمندرهای ماری                                                |
|                    |                                                              |
|                    | سمندر بی‌شش                                                   |
|                    |                                                              |

|  | سمندرهای ماری |
|  |               |
|  | سمندر بی‌شش    |
|  |               |

|                    | سمندر تندابه                                                 |
|                    |                                                              |
| Xenosalamandroidei | \| \| سمندرهای ماری \| \| \| \| \| \| سمندر بی‌شش \| \| \| \| |
|                    | \| \| سمندرهای ماری \| \| \| \| \| \| سمندر بی‌شش \| \| \| \| |
|                    | سمندرهای ماری                                                |
|                    |                                                              |
|                    | سمندر بی‌شش                                                   |
|                    |                                                              |

|  | سمندرهای ماری |
|  |               |
|  | سمندر بی‌شش    |
|  |               |

|  | سمندران آسیایی |
|  |                |
|  | سمندر بزرگ     |
|  |                |

|  | \| \| سمندر زیرزمینی \| \| \| \| \| \| سمندر بزرگ آرام \| \| \| \| |
|  |                                                                    |
|  | سمندران                                                            |
|  |                                                                    |
|  | سمندر زیرزمینی                                                     |
|  |                                                                    |
|  | سمندر بزرگ آرام                                                    |
|  |                                                                    |

|  | سمندر زیرزمینی  |
|  |                 |
|  | سمندر بزرگ آرام |
|  |                 |

|  | \| \| سمندر زیرزمینی \| \| \| \| \| \| سمندر بزرگ آرام \| \| \| \| |
|  |                                                                    |
|  | سمندران                                                            |
|  |                                                                    |
|  | سمندر زیرزمینی                                                     |
|  |                                                                    |
|  | سمندر بزرگ آرام                                                    |
|  |                                                                    |

|  | سمندر زیرزمینی  |
|  |                 |
|  | سمندر بزرگ آرام |
|  |                 |

|                    | سمندر تندابه                                                 |
|                    |                                                              |
| Xenosalamandroidei | \| \| سمندرهای ماری \| \| \| \| \| \| سمندر بی‌شش \| \| \| \| |
|                    | \| \| سمندرهای ماری \| \| \| \| \| \| سمندر بی‌شش \| \| \| \| |
|                    | سمندرهای ماری                                                |
|                    |                                                              |
|                    | سمندر بی‌شش                                                   |
|                    |                                                              |

|  | سمندرهای ماری |
|  |               |
|  | سمندر بی‌شش    |
|  |               |

|                    | سمندر تندابه                                                 |
|                    |                                                              |
| Xenosalamandroidei | \| \| سمندرهای ماری \| \| \| \| \| \| سمندر بی‌شش \| \| \| \| |
|                    | \| \| سمندرهای ماری \| \| \| \| \| \| سمندر بی‌شش \| \| \| \| |
|                    | سمندرهای ماری                                                |
|                    |                                                              |
|                    | سمندر بی‌شش                                                   |
|                    |                                                              |

|  | سمندرهای ماری |
|  |               |
|  | سمندر بی‌شش    |
|  |               |

|  | \| \| سمندر زیرزمینی \| \| \| \| \| \| سمندر بزرگ آرام \| \| \| \| |
|  |                                                                    |
|  | سمندران                                                            |
|  |                                                                    |
|  | سمندر زیرزمینی                                                     |
|  |                                                                    |
|  | سمندر بزرگ آرام                                                    |
|  |                                                                    |

|  | سمندر زیرزمینی  |
|  |                 |
|  | سمندر بزرگ آرام |
|  |                 |

|  | \| \| سمندر زیرزمینی \| \| \| \| \| \| سمندر بزرگ آرام \| \| \| \| |
|  |                                                                    |
|  | سمندران                                                            |
|  |                                                                    |
|  | سمندر زیرزمینی                                                     |
|  |                                                                    |
|  | سمندر بزرگ آرام                                                    |
|  |                                                                    |

|  | سمندر زیرزمینی  |
|  |                 |
|  | سمندر بزرگ آرام |
|  |                 |

|                    | سمندر تندابه                                                 |
|                    |                                                              |
| Xenosalamandroidei | \| \| سمندرهای ماری \| \| \| \| \| \| سمندر بی‌شش \| \| \| \| |
|                    | \| \| سمندرهای ماری \| \| \| \| \| \| سمندر بی‌شش \| \| \| \| |
|                    | سمندرهای ماری                                                |
|                    |                                                              |
|                    | سمندر بی‌شش                                                   |
|                    |                                                              |

|  | سمندرهای ماری |
|  |               |
|  | سمندر بی‌شش    |
|  |               |

|                    | سمندر تندابه                                                 |
|                    |                                                              |
| Xenosalamandroidei | \| \| سمندرهای ماری \| \| \| \| \| \| سمندر بی‌شش \| \| \| \| |
|                    | \| \| سمندرهای ماری \| \| \| \| \| \| سمندر بی‌شش \| \| \| \| |
|                    | سمندرهای ماری                                                |
|                    |                                                              |
|                    | سمندر بی‌شش                                                   |
|                    |                                                              |

|  | سمندرهای ماری |
|  |               |
|  | سمندر بی‌شش    |
|  |               |

|  | سمندران آسیایی |
|  |                |
|  | سمندر بزرگ     |
|  |                |

|  | \| \| سمندر زیرزمینی \| \| \| \| \| \| سمندر بزرگ آرام \| \| \| \| |
|  |                                                                    |
|  | سمندران                                                            |
|  |                                                                    |
|  | سمندر زیرزمینی                                                     |
|  |                                                                    |
|  | سمندر بزرگ آرام                                                    |
|  |                                                                    |

|  | سمندر زیرزمینی  |
|  |                 |
|  | سمندر بزرگ آرام |
|  |                 |

|  | \| \| سمندر زیرزمینی \| \| \| \| \| \| سمندر بزرگ آرام \| \| \| \| |
|  |                                                                    |
|  | سمندران                                                            |
|  |                                                                    |
|  | سمندر زیرزمینی                                                     |
|  |                                                                    |
|  | سمندر بزرگ آرام                                                    |
|  |                                                                    |

|  | سمندر زیرزمینی  |
|  |                 |
|  | سمندر بزرگ آرام |
|  |                 |

|                    | سمندر تندابه                                                 |
|                    |                                                              |
| Xenosalamandroidei | \| \| سمندرهای ماری \| \| \| \| \| \| سمندر بی‌شش \| \| \| \| |
|                    | \| \| سمندرهای ماری \| \| \| \| \| \| سمندر بی‌شش \| \| \| \| |
|                    | سمندرهای ماری                                                |
|                    |                                                              |
|                    | سمندر بی‌شش                                                   |
|                    |                                                              |

|  | سمندرهای ماری |
|  |               |
|  | سمندر بی‌شش    |
|  |               |

|                    | سمندر تندابه                                                 |
|                    |                                                              |
| Xenosalamandroidei | \| \| سمندرهای ماری \| \| \| \| \| \| سمندر بی‌شش \| \| \| \| |
|                    | \| \| سمندرهای ماری \| \| \| \| \| \| سمندر بی‌شش \| \| \| \| |
|                    | سمندرهای ماری                                                |
|                    |                                                              |
|                    | سمندر بی‌شش                                                   |
|                    |                                                              |

|  | سمندرهای ماری |
|  |               |
|  | سمندر بی‌شش    |
|  |               |

|  | \| \| سمندر زیرزمینی \| \| \| \| \| \| سمندر بزرگ آرام \| \| \| \| |
|  |                                                                    |
|  | سمندران                                                            |
|  |                                                                    |
|  | سمندر زیرزمینی                                                     |
|  |                                                                    |
|  | سمندر بزرگ آرام                                                    |
|  |                                                                    |

|  | سمندر زیرزمینی  |
|  |                 |
|  | سمندر بزرگ آرام |
|  |                 |

|  | \| \| سمندر زیرزمینی \| \| \| \| \| \| سمندر بزرگ آرام \| \| \| \| |
|  |                                                                    |
|  | سمندران                                                            |
|  |                                                                    |
|  | سمندر زیرزمینی                                                     |
|  |                                                                    |
|  | سمندر بزرگ آرام                                                    |
|  |                                                                    |

|  | سمندر زیرزمینی  |
|  |                 |
|  | سمندر بزرگ آرام |
|  |                 |

|                    | سمندر تندابه                                                 |
|                    |                                                              |
| Xenosalamandroidei | \| \| سمندرهای ماری \| \| \| \| \| \| سمندر بی‌شش \| \| \| \| |
|                    | \| \| سمندرهای ماری \| \| \| \| \| \| سمندر بی‌شش \| \| \| \| |
|                    | سمندرهای ماری                                                |
|                    |                                                              |
|                    | سمندر بی‌شش                                                   |
|                    |                                                              |

|  | سمندرهای ماری |
|  |               |
|  | سمندر بی‌شش    |
|  |               |

|                    | سمندر تندابه                                                 |
|                    |                                                              |
| Xenosalamandroidei | \| \| سمندرهای ماری \| \| \| \| \| \| سمندر بی‌شش \| \| \| \| |
|                    | \| \| سمندرهای ماری \| \| \| \| \| \| سمندر بی‌شش \| \| \| \| |
|                    | سمندرهای ماری                                                |
|                    |                                                              |
|                    | سمندر بی‌شش                                                   |
|                    |                                                              |

|  | سمندرهای ماری |
|  |               |
|  | سمندر بی‌شش    |
|  |               |

## گونه‌های موجود در ایران
| گونه‌های موجود در ایران |                      |                                      |  |
| نمونه تصویر            | نام رایج             | نام علمی                             |  |
|                        | سمندر کوهستانی ایران | Paradactylodon persicusalleganiensis |  |
|                        | سمندر لرستانی        | Neurergus kaiseri                    |  |
|                        | سمندر آتشین          | Salamandra infraimmaculata           |  |
|                        | سمندر غارزی گرگانی   | Paradactylodon gorganensis           |  |